# SS Gallic (1907)

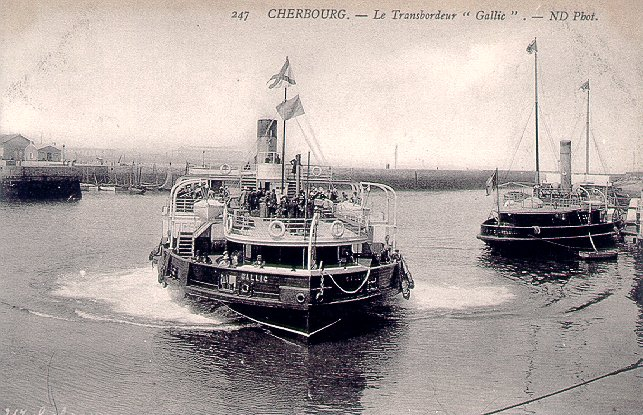
Parník SS Gallic ve francouzském přístavu Cherbourg mezi roky 1907 – 1911

SS Gallic byl parník společnosti White Star Line. Sloužil jako malý parník převážející cestující z malého přístavu na větší loď, která kotvila na otevřeném moři, protože by se kvůli své velikosti do přístavu nevešla.